# Leon Hendrix
Leon Hendrix (né le 13 janvier 1948) est un artiste peintre, auteur-compositeur et guitariste qui a commencé à jouer de la guitare sur le tard et a sorti plusieurs albums. Il est surtout connu pour ses œuvres d'art originales.

## Biographie
Leon est le frère du célèbre guitariste et chanteur de rock américain Jimi Hendrix. Dans sa jeunesse, il souffre de toxicomanie et passe du temps en prison pour des délits mineurs. 
Hendrix est ensuite employé pendant de nombreuses années en tant que dessinateur expert chez Boeing[réf. nécessaire]. 
Puis, il essaye de gagner sa vie avec sa musique et ses œuvres d'art. Son groupe, The Leon Hendrix Band sort deux albums, Seattle Rain en 2002 et Keeper of the Flame en 2006. 
En 2010, il part en tournée avec le guitariste Randy Hansen, émule de Jimi Hendrix. 
En 2012, Leon publie une biographie de son frère intitulée Jimi Hendrix: A Brother's Story. Elle est co-écrite avec Adam Mitchell et publiée chez St. Martin's Press.
Leon Hendrix est père de six enfants et grand-père de quatre enfants.

## Litige successoral
Lorsque le père de Leon, Al Hendrix, meurt en 2002, son testament laisse le contrôle de la société Experience Hendrix, qui contrôle les droits sur la succession de Jimi Hendrix, à la fille adoptive d'Al, Janie Hendrix, et à son neveu, Robert Hendrix. Leon intente une action en justice pour faire annuler le testament de son père, mais en 2004, le tribunal statue que Leon « n'avait droit à rien du testament de son père, excepté un unique disque d'or qui lui restait à la mort de son père en 2002 » 

## Documentaire
En 2004, Leon apparait dans le documentaire sur son frère, Jimi Hendrix: By Those Who Knew Him Best (Jimi Hendrix: par ceux qui le connaissaient le mieux), qui met également en vedette le musicien Sammy Drain (en) et l'inventeur de la pédale d'effets Octavia Roger Mayer (en). 

## Discographie
- Seattle Rain (2002)
- Keeper Of The Flame (2006)
- Under the sky of Another Dream (2014) : joue de la guitare sur le single de Veronica Vitale.